# Ruschein
Ruschein era una comuna suiza del cantón de los Grisones, situada en el distrito de Surselva, círculo de Ilanz/da la Foppa. Limitaba al norte con las comunas de Glaris Sur (GL) y Laax, al este con Falera y Ladir, al sur con Schluein, Ilanz y Schnaus, y al oeste con Siat. El 1 de enero de 2014 se fusionó con las antiguas comunas de Castrisch, Ilanz, Ladir, Luven, Pitasch, Riein, Schnaus, Sevgein, Duvin, Pigniu, Rueun y Siat para convertirse en la nueva comuna de Ilanz/Glion.

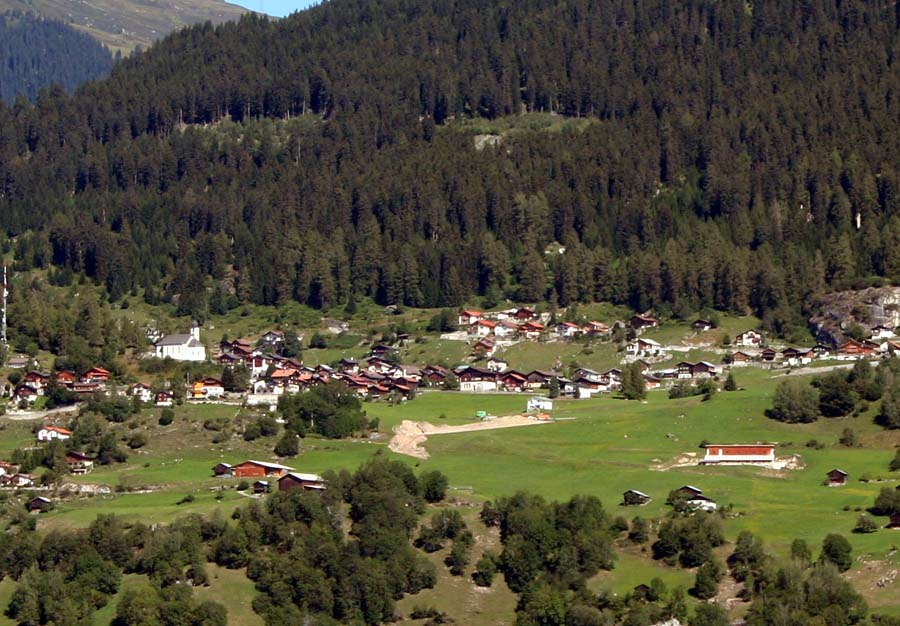
Vista de Ruschein.